# Wanna.B
Wanna.B (hangul: 워너비) är en sydkoreansk tjejgrupp bildad år 2014 av Zenith Media Contents.
Gruppen består av de fem medlemmarna Sejin, Roeun, Lina Ami, och Eunsom.

## Medlemmar
| Artistnamn   | Artistnamn | Födelsenamn  | Födelsenamn | Födelsedatum      | Medlemstid |
| Romanisering | Hangul     | Romanisering | Hangul      | Födelsedatum      | Medlemstid |
| Nuvarande    | Nuvarande  | Nuvarande    | Nuvarande   | Nuvarande         | Nuvarande  |
| ------------ | ---------- | ------------ | ----------- | ----------------- | ---------- |
| Sejin        | 세진       | Hwang Se-jin | 황세진      | 20 juni 1990      | 2014-idag  |
| Roeun        | 로은       | Lee Min-ji   | 이민지      | 21 januari 1991   | 2016-idag  |
| Lina         | 린아       | Bang Hyun-ah | 방현아      | 27 februari 1991  | 2016-idag  |
| Ami          | 아미       | Woo Ah-mi    | 우아미      | 5 juni 1994       | 2015-idag  |
| Eunsom       | 은솜       | Lee Eun-ju   | 이은주      | 23 september 1994 | 2015-idag  |
| Tidigare     |            |              |             |                   |            |
| Jiwoo        | 지우       | Choi Ji-hye  | 최지혜      | 1 juli 1988       | 2014-2016  |
| Seoyoon      | 서윤       | Jeon Min-hee | 전민희      | 27 februari 1992  | 2015-2016  |
| Yoonseul     | 윤슬       | Yoon Seul    | 윤슬        | 10 maj 1993       | 2014-2015  |
| Siyoung      | 시영       | Jung Ji-yeon | 정지연      | 20 januari 1994   | 2014-2016  |
| Saebom       | 새봄       | Jan Sae-bom  | 장새봄      | 15 december 1994  | 2014-2015  |
| J.Bin        | 제이빈     | Kim Sol-bin  | 김솔빈      | 8 december 1995   | 2014-2015  |

## Diskografi

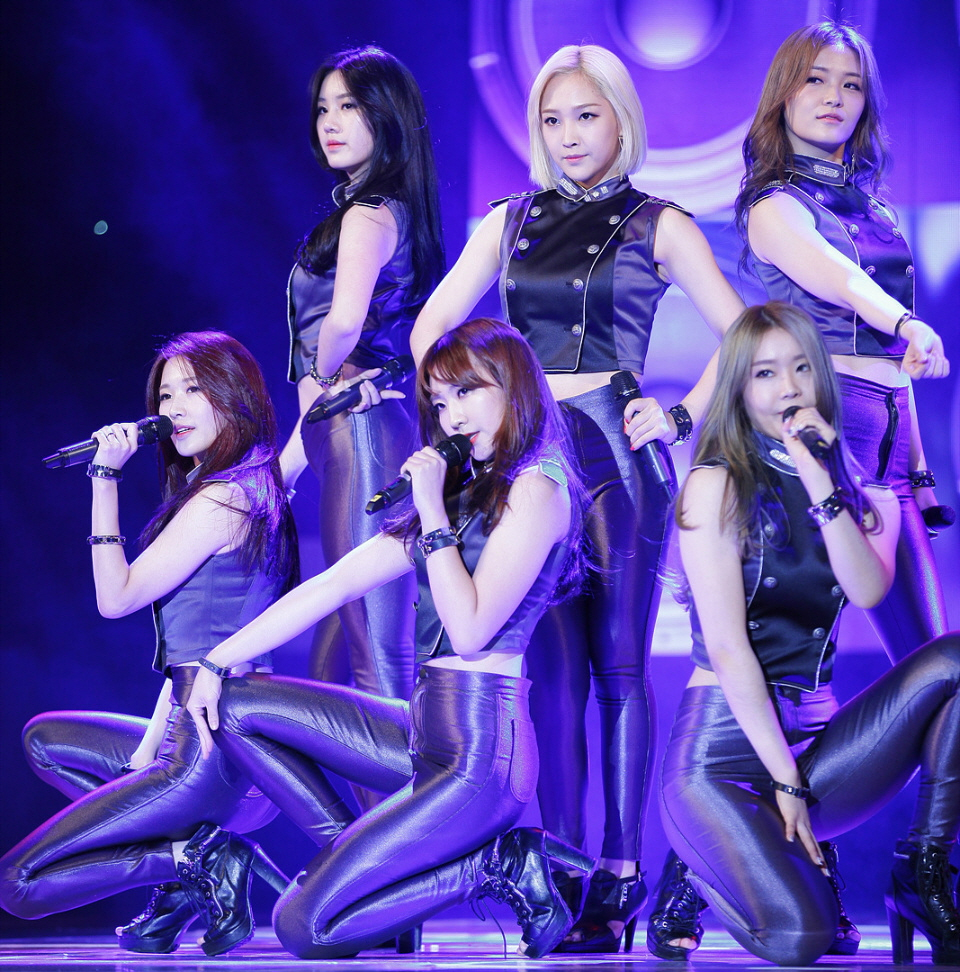
Wanna.B år 2016

### Singlar
| År   | Titel       | Topplacering          |
| År   | Titel       | Sydkorea (Gaon Chart) |
| ---- | ----------- | --------------------- |
| 2014 | "My Type"   | —                     |
| 2015 | "Attention" | —                     |
| 2015 | "Hands Up"  | —                     |
| 2016 | "Why?"      | —                     |